# Oldřich Nývlt
Oldřich Nývlt (17 dicembre 1912 – 16 ottobre 1982) è stato un calciatore cecoslovacco, di ruolo attaccante.